# 大矢梨華子
大矢 梨華子（おおや りかこ、1996年〈平成8年〉10月30日 - ）は、日本の元ファッションモデル、元歌手、元タレント。滋賀県出身。女性アイドルグループ・ベイビーレイズJAPANの元メンバー。グループの解散後は、シンガーソングライターとしてソロで活動を行った。

## 略歴

### ラブベリー時代（ソロ活動第1期）
2006年12月29日、avex audition2006に当時10歳で合格。合格者58名の中にはラブベリーナとしてともに活躍することになる石田佳蓮の他に、9nineの村田寛奈、東京女子流の新井ひとみ、SUPER☆GiRLSの溝手るからがいた。エイベックス・エンタテインメントに所属するも、本格的な活動をしないまま2008年に芸能界を一時引退。
2009年4月、ファッション雑誌『ラブベリー』（徳間書店）の「第8回専属モデルオーディション」で応募4203名の中からグランプリを受賞しレプロエンタテインメント（ジェイクラス）に所属する。同年7月号より誌面に登場。愛称は「リコ」。同期受賞者としては準グランプリに刈谷友衣子、特別賞に石田佳蓮・飯窪春菜・伊藤恭佳がいた。同年10月、『ラブベリー』11月号にて初表紙を朝日奈央・清水富美加と飾る。
2011年3月11日に東日本大震災が発生すると、同年5月にレプロエンタテインメントからチャリティープロジェクトレプロ・ハピチャリ音楽部が発足し、マギーらとともに参加。同年6月、「LB（ラブベリー） RIKO designs」水着発売。18日イベントをアリオ北砂1階イベント広場で開催。出演 大矢梨華子、石田佳蓮、松本彩花。
2011年7月、自身初のCDとなるハピチャリ音楽部・チャリティーソング「虹の向こうへ」が発売。同年12月4日、応募総数6172名からアイドリング!!!5期生最終候補15人に選ばれ、「11thライブ『めっちゃ近いぞ! ビッグエッグング!!!』」にてお披露目。番号は4番。
2012年2月に『ラブベリー』が休刊。最終の3月号で9回目の表紙を飾る。同年3月2日、アイドリング!!!5期メンバーオーディションに落選。4月には『テストの花道』（NHK Eテレ）レギュラーメンバーに決定。

### ベイビーレイズ〜ベイビーレイズJAPAN時代
2012年

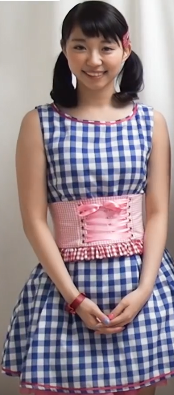
2016年『楽遊』Vol.47より

- 5月某日、菊地亜美（当時アイドリング!!!）がパイセン（先輩）役を務める、レプロエンタテインメントの新アイドルグループ「ベイビーレイズ」（現・ベイビーレイズJAPAN）に選抜される[9]。
- 9月26日、「ベイビーレイズ」にてCDデビュー[10]。

2013年
- 4月3日、初メインパーソナリティのラジオ番組（『ベイビーレイズJAPAN 大矢・高見のしゃべりスタ!』→『大矢・高見のしゃべりスタ!』）を高見奈央とともにラジオ日本にて放送開始[注 2]。

2014年
- 12月18日、ベイビーレイズの一員として初の日本武道館単独ライブを開催[11]。

2015年
- 7月2日、初のソロでのラジオコーナー「大矢梨華子のワタシがッ！」がe-radioの『charge!』内（月1回・第1木曜）にて放送開始[12][注 3]。

2016年
- 10月9日、DJデビュー。新宿ReNYにて行われたEMOTIONAL IDOROCK FES.（エモフェス）にて初DJプレイが披露された。DJネームは『DJ小籠包』。現在は、主にTwitter上にてハッシュタグ#DJ小籠包にて活動報告されている。
- 10月、『ラジオ番組表』（三才ブックス）の第9回読者が選ぶ好きなDJランキングのAM部門と総合部門の1位を獲得（相方・高見奈央とのコンビで受賞）。本ランキングは毎年1年に1回開催される、その年の人気ラジオDJ No.1を決める読者投稿型ランキングコンテストである。1年にわたって募集され、本年度は約1万3千通の投票があった[13]。

2017年
- 10月22日、4人組ガールズバンド「諸行無常」を結成。Zirco Tokyoにて初ライブ。メンバーは大矢梨華子（担当はボーカル・ギター）・まゆこりん（元・がんばれ!VictoryのMAYUKO、担当はドラムス）・可恩（元・清竜人25の第6夫人・清可恩、担当はギター）・Fumiha（ЯeaL、担当はベース）の4名。「バンドをする」という大矢梨華子の夢を実現するために結成された。バンド名はベイビーレイズJAPANの渡邊璃生によって命名。メンバーは全員丸顔である。

2018年
- 2月、日本のポップカルチャー（ファッション・音楽・アニメ・フード など）を世界に向けて発信するプロジェクト「もしもしにっぽん」にて「ベイビーレイズJAPAN 大矢梨華子 #fashionsnap」（毎月第4木曜日更新）の連載開始。人気沸騰中のブランドにフィーチャーし、大矢梨華子からインスピレーションを得たファッションスタイルを提案していく連載企画。
- 4月1日、芸能の聖地・浅草のもとに結成した、ネオ・アイドルユニット「浅草45」に加入[14]。4月8日に浅草九劇にてお披露目デビュー。ニックネームはりかちゃむ卍 （Rica-chamu）。当初はりかちゃむ卍が大矢梨華子ではあることは秘匿とされ、渋谷カルチャーを発信する渋谷ギャル・まじ卍な17歳でメンバーカラーは漆黒ということだけが公開されていた。方向性の違いにより浅草45は活動休止となり、それと同時にりかちゃむ卍が大矢梨華子であることが明かされた[15]。
- 4月12日から、FRESH!内のチャンネル・浅草九スタチャンネル・浅草おび九LIVE!!の木曜日放送番組『浅草女子飲み46』のメインパーソナリティとしてレギュラー出演。
- 6月18日に「第1回 浅草女子飲み46」イベントを浅草九劇にて開催。番組開始当初より生配信中に視聴数3000を達成したらイベントを開催すると公約していた。2018年5月31日の第8回放送回にて目標を達成し、公約どおりイベントが行われた。
- 7月25日にベイビーレイズJAPANオフィシャルサイトにて、9月24日をもってベイビーレイズJAPANを解散することを発表[16]。
- 9月24日、ベイビーレイズJAPANが解散。

### ベイビーレイズJAPAN解散後（ソロ活動第2期）

#### 2018年
- 10月7日、東京国際フォーラムにて開催された”超私的（ワタシテキ）リアル体験フェス” 「Super! C CHANNEL 2018」に出演。本イベントにて、C Channelの公式クリッパーに就任したことが発表された。
- 11月23日、新宿ReNYで開催されたオールジャンル音楽フェス「Best Beauty Booking Vol.2」に”エモロック友達枠”としてベイビーレイズJAPAN解散後、初めて音楽フェスに出演。PENGUIN RESEARCHやアノアタリのメンバーで構成された通称「ベビレバンド」を従えてソロアーティストとしてのデビューライブを飾った。ライブ最後には初のオリジナルソング「響けプレリュード」が初披露された[17]。
- ビアアドバイザーの資格試験に挑戦し一発合格したことが、11月29日の『浅草女子飲み46 Season3』#9の生放送内で合格通知書を生公開開封して発表された[18]。
- 12月15日、『ゲームセンターあらし』「幻のインベーダーキャップ」の公式モデルにKICK THE CAN CREWのMCUとともに就任した[19]。

#### 2019年
- 1月10日から、『浅草女子飲み46』の後継番組『モクベン』のメインパーソナリティとしてレギュラー出演。
- 1月20日、2曲目のオリジナル曲「今よりもっと」が青山RizMにて初披露。
- 3月15日、3曲目のオリジナル曲「トワイライト」がshibuya eggmanにて初披露。
- 4月16日、4曲目のオリジナル曲「TARIRATTA」が下北沢近松にて初披露。
- 4月26日、大矢梨華子ソロとして初のCDとなるDemo CD『響けプレリュード』を発売開始。
- 5月6日、5曲目のオリジナル曲（タイトル未定）が渋谷WWWにて初披露。
- 6月9日、ライブイベント中に定期ライブ開催を発表。会場は下北沢近松。
- 6月27日、配信番組『モクベン』にて、「シンガーソングライターとして武道館ライブ開催」を今後の目標とすることを宣言。
- 7月18日放送の『モクベン』うた3 vol.1から村カワ基成を講師に招聘し、作曲活動も開始[20]。8月15日放送の『モクベン』うた3 vol.2ではさらに作詞家のNOBEをゲスト講師に迎え、作詞活動も開始。はじめて自身で作詞作曲した失恋を歌ったオリジナル曲「恋を知らない僕へ（仮）」のプロトタイプのワンコーラスが披露された[21]。
- 7月24日、初の自主企画マンスリーライブ「チカマツからはじめまして大矢梨華子です！」が始動[22]。
- 8月12日、2枚目のDemo CD『今よりもっと』を発売開始[23]。
- 8月22日、自身がパーソナリティを務めるインターネットTV番組『モクベン』うた3から生まれた3人組シンガーソングライター集団「うた3（大矢梨華子・村田寛奈・佐野舞香）」として初めてのイベントをお台場と汐留にて開催し、自身で作詞作曲した初めてのオリジナル曲「僕はまだ恋を知らない」を初披露した[24]。
- 8月25日、赤羽ReNY alphaで行われた「赤羽ReNY alpha オープン記念SP Booking 音渦-otouzu-」にて、初めてのMVとなる”大矢梨華子 1st Demo「響けプレリュード」Music Video”が初上映され、YouTubeでも公開された[25]。
- 9月17日、浅草九スタで行われた「大矢梨華子×SHIBUYA TSUTAYA 2ndZINE発売決定！記念イベント」の最後に、その日完成したという自身2曲目の作詞作曲作品の一部がアコースティックギターライブとして披露され、21日にフルバージョンが渋谷CLUB CRAWLで初披露された。
- 10月30日、下北沢近松で行われた23歳のバースデーライブにて、梅津拓也（ex. 忘れらんねえよ）との共同制作曲「僕はまだ大人になれない」が初披露され、2020年4月3日にTSUTAYA O-WESTで、ソロになって初のワンマンライブを開催することが発表[26]。そして、直後に行われたラジオ『大矢・高見のしゃべりスタ!』では番組異例の生ライブが行われ、前日に開催された前夜祭イベント中に来場者から募集した3つの言葉を歌詞に織り交ぜた新曲「1422」（番組が放送されているラジオ日本の周波数にちなむ）を一晩で作り、ハーフバージョンを初披露生演奏した。
- 11月、CODE OF ZERO “MAKE ME REAL” リリースツアーに参加し、名古屋・大阪・関東・東北と初めて本格的に全国でライブを行う。
- 11月23日、高知県馬路村で行われた路上ライブにて「1422」のフルバージョンが初披露された。
- 12月13日、JFNのWEBサービスであるJFN PARKにて、ソロになって初の冠ラジオ番組『大矢梨華子のプラベパーク！！』が放送開始[27]。
- 12月19日に放送された『モクベン』うた3のアフタートークにて急遽、うた3の3人で曲を共同制作することとなり、26日の『モクベンオールスター忘年会2019』にて、うた３として初めてのオリジナル曲が披露された[28]。
- 12月20日、初のソロ写真展「原宿FUJIFILMからはじめまして大矢梨華子です！」が開催[29]。初日に開催されたTHEラブ人間・金田康平とのトークショーにて、新曲を共同制作し、約1週間の会期内に完成させることが発表され、最終日の28日に行われたライブ＆トークショーにて制作された「恋ってなんなんでしょね？」を9度歌い上げ、見事に曲を完成させた。

#### 2020年
- 1月10日、大矢梨華子名義としては初めてサブスクリプション・音楽配信サービスへの楽曲提供を開始。第1段として「響けプレリュード」が配信された[30]。
- 1月15日のshibuya eggmanでの対バン「Girl’s UP!!! ～新春アコースティックスペシャル～」を皮切にギター修行の為、4月3日に行われる1stワンマンライブまで、バンド編成でのライブを封印し、1人でのアコースティックライブとして対バンライブに出演することになり、計15回の対バンライブに出演しギターテクニックを磨いた。
- 2月26日、2019新型コロナウイルス感染症拡大防止の為、出演予定ライブが中止となる。以降、断続的にイベントが開催されると、3月21日の新宿レッドクロスでのトクヒサレナ自主企画ライブを最後に、全てのイベントが自粛となっている。
- 3月19日、令和2年春の全国交通安全運動の一環として運動期間内に神奈川県警察山手警察署一日警察署長に高見奈央とともに任命され、第52回ラジオ日本交通安全キャンペーン特別番組が4月13日に放送されることが発表されるも、2019新型コロナウイルス感染症拡大防止の為、延期となった。
- 3月20日、『メイプル超音楽』（CBCテレビ）公式Twitterにて、新曲「桜舞う商店街」が公開された。
- 4月3日、1STワンマンライブ 「〜はじめまして大矢梨華子です！〜」も2019新型コロナウイルス感染症の為、延期となるも、急遽、緊急生配信ライブ「僕はまだ歌い続ける」が開催された。その中で、THE抱きしめるズ・篠崎大河と共作した「何億光年」が初披露された。2曲のMVが初公開され、2013年から続くラジオ番組『大矢・高見のしゃべりスタ!』のテーマソングである「1422」のMVには相方・高見奈央が出演し、初めて作曲した「僕はまだ恋を知らない」では親友・江野沢愛美が主人公を務めるストーリー仕立ての内容となっていた。さらに、6月24日には1st Mini Album「一恋一会」が発売することが発表された[31]。
- 4月4日、「僕はまだ恋を知らない」のサブスクリプション・音楽配信を開始。
- 4月11日、『メイプル超音楽』にてコーナー「シンガー・大矢梨華子の東海三県 弾き語り旅」がスタート。20日間で5つの目的地へ弾き語り旅をしながら、楽曲を作成していくことになった[32]。
- 5月6日、ファンクラブが設立。と同時に、1stワンマンライブの会場限定で発売される予定だったミニアルバム「はじめてのワンマンライブできました」がファンクラブにて限定発売[33]。
- 6月19日、大矢梨華子ミュージックショー『一恋一会ラジオ』supported by FUJIFILM WONDER PHOTO SHOPが大矢梨華子YouTubeチャンネルで放送開始[34]。
- 7月17日、下北沢のライブハウスを支援するクラウドファンディング・シモキタエールのコンピレーション・アルバムに参加[35]。
- 7月31日、二度目のソロ写真展「大矢梨華子 1st mini album 発売記念写真展　「一恋一会（いちごいちえ）」」を開催[36]。
- 8月5日、ソロになって初の全国流通インディーズ・ミニ・アルバム『一恋一会（いちごいちえ）』を発売[37]。記念して、初となる東名阪リリースツアー『あらためまして大矢梨華子です！』を8月下旬に開催[38][39]。
- 9月24日、令和２年秋の全国交通安全運動・神奈川県警山手警察署一日警察署長に高見奈央と共に委嘱され、交通安全キャンペーン活動を実施[40][41]。
- 10月30日、24歳誕生日当日に行われたワンマンライブ『大矢梨華子お誕生日ライブ - ありがとう2020 -』にて、10月31日から“充電期間”（一時休業）に入ると発表[42]。
- 11月13日、モクベン うた3 として主題歌の制作・歌唱を担当した映画「別に、友達とかじゃない」の上映が浅草九劇にて開始[43]。12月には主題歌のCDも発売された。

#### 2021年
- 3月17日放送の『大矢・高見のしゃべりスタ!』に約5ヶ月ぶりに出演。2020年10月31日から続いていた充電期間から電撃復帰した[44]。
- 10月2日、同月末で所属事務所レプロエンタテインメントを退社することを発表[1]。オフィシャルファンクラブ、ツイッター、インスタグラムは閉鎖となるが、『大矢・高見のしゃべりスタ!』は継続する[1]。
- 10月31日、レプロエンタテインメントを退所。
- 11月3日、Twitterを新たに開設。

#### 2023年
- 3月29日、自身のSNSにて芸能界引退を発表[45]。

## 人物
- ニックネーム：リコピン。
- 3人姉妹の三女。
- 性格は甘えん坊[46]。口は固め。
- 趣味：カラオケ、ウォーキング、赤リップ集め。（さらにポージング、バスケットボールとレプロ公式のプロフィールにはある）
- チャームポイント：歯。
- コンプレックス：脚がぷよぷよなところ。
- 好きな食べ物：アメリカンドッグ、お肉、湯葉、海鮮、エリンギ。
- 嫌いな食べ物：カリフラワー、トマト、舞茸。
- 好きな音楽：銀杏BOYZ
- 特技：右目の筋肉だけ動かせる。
- 尊敬する人物：BoA
- 高見奈央は『ラブベリー』でのモデル活動、アイドリング!!!5期生オーディション落選、LPGのイベント出演、『テストの花道』出演、ベイビーレイズでのCDデビューを共に過ごした盟友。
- ファッション雑誌『ラブベリー』の第8回専属モデルオーディション合格の同期には、女優の刈谷友衣子（準グランプリ）、モーニング娘。第10期メンバーの飯窪春菜（特別賞）、アイドリング!!!5期生の石田佳蓮（特別賞）がいる。
- ギター、DJ、原宿ファッション、フィルムカメラに興味あり。
- ビール好きが高じて、ビアアドバイザーの資格を取得している[47]。
- ライブ前のルーティーン・験担ぎ：便座の蓋を閉めること。楽屋に落ちているゴミを拾うこと。赤リップを塗ること。
- 苦手なこと：自宅以外では寝られない。ホテルなどで寝る時は自分のタオルを枕に敷き、アイマスクを装着し長袖長ズボンを着て肌がなるべく布団に触れないようにして寝る。

## 作品

### デモCD
| # | タイトル         | 発売日        | 備考                                                            |
| - | ---------------- | ------------- | --------------------------------------------------------------- |
| 1 | 響けプレリュード | 2019年4月26日 | ライブ会場限定 カラージャケット限定盤とモノクロジャケット通常盤 |
| 2 | 今よりもっと     | 2019年8月12日 | ライブ会場限定 カラージャケット限定盤とモノクロジャケット通常盤 |

### 配信
| # | タイトル                                     | 発売日        | 備考                                                                                            |
| - | -------------------------------------------- | ------------- | ----------------------------------------------------------------------------------------------- |
| 1 | 響けプレリュード                             | 2019年4月26日 |                                                                                                 |
| 2 | 僕はまだ恋を知らない                         | 2020年4月4日  |                                                                                                 |
| 3 | 今よりもっと                                 | 2020年5月23日 |                                                                                                 |
| 4 | 僕はまだ恋を知らない（弾き語り音源）         | 2020年8月5日  | 1stミニアルバム『一恋一会』タワレコ限定購入特典                                                 |
| 5 | 1422（弾き語り音源）                         | 2020年8月5日  | 1stミニアルバム『一恋一会』タワレコ限定購入特典 「大矢・高見のしゃべりスタ!」エンディングテーマ |
| 6 | 響けプレリュード（大矢梨華子×菊池亮太 ver.） | 2020年10月7日 | CLUB CRAWL STOREにて期間限定販売                                                                |

### ミニ・アルバム
| #   | タイトル                           | 発売日        | 規格品番・備考       |
| --- | ---------------------------------- | ------------- | -------------------- |
| N/A | はじめてのワンマンライブできました | 2020年5月6日  | ファンクラブ限定発売 |
| 1   | 一恋一会                           | 2020年6月24日 | TBON-0010 TBON-0012  |

### コンピレーション・アルバム
| # | タイトル       | 発売日       | 規格品番・備考                                                                                    |
| - | -------------- | ------------ | ------------------------------------------------------------------------------------------------- |
| 1 | シモキタエール | 2020年8月3日 | クラウドファンディング支援者限定ダウンロード配信 『僕等は生きていく』アコースティック・バージョン |

### シングル（モクベン うた3）
| # | タイトル               | 発売日         | レーベル                 | 備考                   |
| - | ---------------------- | -------------- | ------------------------ | ---------------------- |
| 1 | 別に、友達とかじゃない | 2020年12月23日 | レプロエンタテインメント | 同タイトル映画の主題歌 |

### シングル（ハピチャリ音楽部）
| # | タイトル     | 発売日        | レーベルなど                | 備考                                                                                          |
| - | ------------ | ------------- | --------------------------- | --------------------------------------------------------------------------------------------- |
| 1 | 虹の向こうへ | 2011年7月27日 | Sony Music Direc、MHCL-1944 | レプロ・ハピチャリ・プロジェクトのテーマソング ハピチャリ音楽部（計32名）のメンバーとして参加 |

### 映像作品

#### ミュージックビデオ
| # | タイトル             | 発表日        | 備考                                                                              |
| - | -------------------- | ------------- | --------------------------------------------------------------------------------- |
| 1 | 響けプレリュード     | 2019年8月25日 | 大矢梨華子公式YouTubeチャンネルで公開                                             |
| 2 | 僕はまだ恋を知らない | 2020年4月3日  | 大矢梨華子公式YouTubeチャンネルで公開                                             |
| 3 | 1422                 | 2020年4月3日  | レプロ公式YouTubeチャンネルで公開 『大矢・高見のしゃべりスタ!』エンディングテーマ |

#### ライブ映像
| # | タイトル                                        | 発表日        | 備考                             |
| - | ----------------------------------------------- | ------------- | -------------------------------- |
| 1 | 響けプレリュード（大矢梨華子 ｘ 菊池亮太 ver.） | 2020年10月7日 | CLUB CRAWL STOREにて期間限定販売 |

#### その他
| # | タイトル | 発売日         | 規格品番・備考                                |
| - | --- | -------------- | --------------------------------------------- |
| 1 | 密着!!新垣結衣・中村蒼・川島海荷・アイドリング!!!たちのチャリ旅24時!! 〜レプロ・ハピチャリ募金部 ふれあい募金の旅〜 | 2011年12月21日 | PCBP-12065 DVD                                |
| 2 | 浅草女子3人旅 手作りDVD                                                                                             | 2018年12月24日 | DVD                                           |
| 3 | 鶴フェス2019DVD | 2020年1月7日   | SMRE-0018 DVD。鶴とのコラボライブシーンで出演 |

### 写真集
- デジタル写真集「ベイビーレイズJAPAN 素」 - 大矢梨華子 デート編（2016年3月14日、レプロエンタテインメント）ASIN B01C9C1IM0

### ZINE
| タイトル                            | 発売日        | 付属CD                           | 制作・備考 |
| ----------------------------------- | ------------- | -------------------------------- | --- |
| 大矢梨華子×SHIBUYA TSUTAYA 1st ZINE | 2019年5月3日  | 1st demo CD 「響けプレリュード」 | フォトグラファー Kazuma Yamano, アートディレクター miyamotomanami, スタイリスト 碓井玲菜, ヘアメイク MOE。 SHIBUYA TSUTAYA限定発売。 |
| 大矢梨華子×SHIBUYA TSUTAYA 2nd ZINE | 2019年9月18日 | 2nd demo CD「今よりもっと」      | Art Direction & Design Saho Maeta, Photographer Takayoshi Hiranuma, Hair & Make Nao Asada。 SHIBUYA TSUTAYA限定発売。                |

### PHOTO BOOK
| タイトル                                                      | 発売日         | 備考                               |
| ------------------------------------------------------------- | -------------- | ---------------------------------- |
| OOYA RIKAKO TRAVEL PHOTO BOOK No.01 Nagoya                    | 2019年11月22日 |                                    |
| OOYA RIKAKO TRAVEL PHOTO BOOK No.02 Kouchi feat. Takami       | 2019年11月22日 | 高見奈央がゲスト出演。             |
| TAKAMI NAO TRAVEL PHOTO BOOK Kouchi feat. Ooya                | 2019年12月8日  | 高見奈央のPHOTO BOOKにゲスト出演。 |
| OOYA RIKAKO TRAVEL PHOTO BOOK No.03 Saitama, Tochigi, Niigata | 2019年12月25日 |                                    |
| RIKAKO OOYA 24th BIRTHDAY PHOTO BOOK                          | 2020年10月30日 |                                    |

## 使用楽器・ギター
- YAMAHA LS16

マグネティックピックアップを後付けしている。ヘッドにチューナーを付けっ放しの事が多い。ストラップはSOLDIERのジミー・ペイジタイプ。
他多数。

## ライブ

### ライブイベント

#### 主催ライブ
| #  | 開催期日       | 公演タイトル | 場所                         | セットリスト | ゲスト                                                         | 備考 |
| -- | -------------- | --- | ---------------------------- | --- | -------------------------------------------------------------- | --- |
| 1  | 2019年7月24日  | チカマツから「はじめまして大矢梨華子です！」Vol.1 Girls Vocal Band                                                                         | 下北沢近松                   | M-1 今よりもっと M-2 ヘタクソな心 M-3 TARIRATTA M-4 トワイライト M-5 響けプレリュード En RollingStar(YUI) | アノアタリ BabooBee                                            | Gt.西川ノブユキ(アノアタリ) Ba.梅津拓也(Ex.忘れらんねえよ) Dr.齊藤晃久(アノアタリ) 衣装⑥(赤・花柄白半袖ワンピース+赤ナイキ) 次回定期ライブチケット手売り |
| 2  | 2019年8月28日  | チカマツから「はじめまして大矢梨華子です！」Vol.2 Boys Vocal Band                                                                          | 下北沢近松                   | M-1 ヘタクソな心 M-2 TARIRATTA M-3 今よりもっと M-4 トワイライト M-5 響けプレリュード M-6 僕はまだ恋を知らない En 情熱の薔薇 (THE BLUE HEARTS) | C Case THE 抱きしめるズ テジナ                                 | Vo. & Gt. 大矢梨華子 Gt. yu-ya (viviD UNDRESS) Ba. よこやまこうだい (とけた電球) Dr. 新保恵大 (PENGUIN RESEARCH) 衣装⑥(赤・花柄白半袖ワンピース+赤ナイキ) M-3のみ大矢梨華子がギターも演奏 Enは出演バンドボーカル全員で歌唱 次回定期ライブチケット手売り |
| 3  | 2019年9月25日  | チカマツから「はじめまして大矢梨華子です！」Vol.3 Singer Song Writer                                                                       | 下北沢近松                   | OA1 僕はまだ恋をしらない OA2 僕等は生きていく M-1 TARIRATTA M-2 ヘタクソな心 M-3 トワイライト M-4 僕等は生きていく M-5 僕はまだ恋をしらない M-6 響けプレリュード En あいのうた（YEN TOWN BAND） | ミヤ Streptocarpus 西方梨帆                                    | Vo. & Gt. 大矢梨華子 Gt. yu-ya (viviD UNDRESS) Ba. よこやまこうだい (とけた電球) Dr. 新保恵大 (PENGUIN RESEARCH) 衣装⑦(赤ノースリーブ+赤ビニールロ\|ングパンツ+赤ナイキ)。 OAは自身による弾き語り |
| 4  | 2019年10月30日 | チカマツから「はじめまして大矢梨華子です！」Vol.4 ooya friends                                                                             | 下北沢近松                   | M-1 今よりもっと M-2 TARIRATTA M-3 僕はまだ恋を知らない M-4 僕等は生きていく M-5 トワイライト M-6 響けプレリュード En 僕はまだ大人になれない (初披露) | うた3(村田寛奈 (9nine)・佐野舞香) cOups. Dreamy Melts          | Vo. & Gt. 大矢梨華子 Gt. yu-ya (viviD UNDRESS) Ba.梅津拓也(Ex.忘れらんねえよ) Dr. 新保恵大 (PENGUIN RESEARCH) 衣装⑧(赤チェックシャツ・スカート+赤Jordan AIR LATITUDE 720) 衣装はスタイリストさんからの誕生日プレゼント。 会場限定日替わりボイス付きチェキ Ooyarikako Happy Happy Birthday Party編②発売。 |
| 5  | 2019年11月27日 | チカマツから「はじめまして大矢梨華子です！」Vol.5 U23                                                                                      | 下北沢近松                   | M-1 僕はまだ恋を知らない M-2 TARIRATTA M-3 ヘタクソな心 M-4 僕等は生きていく M-5 トワイライト M-6 僕はまだ大人になれない M-7 響けプレリュード Enc 1422 | 内田珠鈴 あさえ(パルプ・フィクション) 地球の音(青春高校3年C組) | Vo. & Gt. 大矢梨華子 Gt. yu-ya (viviD UNDRESS) Ba.よこやまこうだい (とけた電球) Dr. KOH (天狗) 衣装⑨(赤ビッグT+赤チェックシャツ＋デニムパンツ+赤ナイキ) チカマツから「はじめまして大矢梨華子です！」Vol.6発売。 |
| 6  | 2019年12月25日 | チカマツから「はじめまして大矢梨華子です！」Vol.6 christmas special                                                                        | 下北沢近松                   | M-1 トワイライト (y/よ/齊) M-2 今よりもっと (西/よ/齊) M-3 TARIRATTA (西/峯/齊) トークコーナー M-4 響けプレリュード (西/y/梅/K) M-5 僕はまだ大人になれない (y/木/梅/K) M-6 僕はまだ恋を知らない (木/峯/K) Enc-1 響けプレリュード (西/y/木/峯→よ/齊) Enc-2 僕はまだ恋を知らない (ソロ) | リアクション ザ ブッタ                                         | Vo. & Gt. 大矢梨華子 Gt. yu-ya (viviD UNDRESS) Gt. 西川ノブユキ(アノアタリ) Gt. 木田健太郎 (リアクション ザ ブッタ) Ba.梅津拓也(Ex.忘れらんねえよ) Ba. 峯岸翔雪(おいしくるメロンパン) Ba.よこやまこうだい (とけた電球) Dr. 齊藤晃久(アノアタリ) Dr. KOH (天狗) 衣装⑥(赤・花柄白半袖ワンピース+赤ナイキ) TRAVEL PHOTO BOOK No.03 Saitama Tochighi Niigata発売。 |
| *  | 2020年4月3日   | 大矢梨華子 1stワンマンライブ 〜はじめまして大矢梨華子です！〜                                                                              | TSUTAYA O-WEST               | |                                                                | 2019新型コロナウイルス感染拡大防止の為、公演延期。 |
| 7  | 2020年4月3日   | 大矢梨華子緊急生配信ライブ 「僕はまだ歌い続ける」                                                                                          | 浅草九劇                     | M-1 僕はまだ恋を知らない M-2 コールドムーン M-3 僕等は生きていく M-4 恋ってなんなんでしょね? M-5 何億光年 (初披露) Enc-1 僕はまだ恋を知らない |                                                                | Vo. & Gt. 大矢梨華子 衣装(大矢梨華子アコースティックギターTシャツ+黒ロンT) 「1stワンマンライブ 〜はじめまして大矢梨華子です！〜」の代替として無観客・Youtube生配信イベントとして開催。 |
| 8  | 2020年8月2日   | 「一恋一会」リリース記念『15(いちご)チャン生中継』                                                                                         | FUJIFILM WONDER PHOTO SHOP   | M-1 マリーゴールド / あいみょん M-2 若者のすべて / フジファブリック M-3 僕はまだ恋を知らない M-4 何億光年 M-5 恋ってなんなんでしょね? |                                                                | Ky 太田悠華 Vo 大矢梨華子 衣装（イチゴの被り物 + Big silhouette T-shirts ＋ デニム + ブーツ） |
| 9  | 2020年8月22日  | 大矢梨華子 1stミニアルバム「一恋一会」オンラインリリースツアー「あらためまして大矢梨華子です！」 オンライン決起集会 配信アウトストアライブ | Vimeo                        | M-1 僕はまだ恋を知らない M-2 何億光年 M-3 恋ってなんなんでしょね? |                                                                | Vo & A. Gt 大矢梨華子 衣装(PLAY Comme de Garcons 白紺ボーダーロンT + フレアデニム + コンバース オールスター チャンキーライン ハイ(白)） |
| 10 | 2020年8月27日  | 1stミニアルバム「一恋一会」オンラインリリースツアー「あらためまして大矢梨華子です！」                                                      | Live House Pangea (大阪)     | 前半 トーク(ミニアルバム試聴会) 後半 バンドライブ M−1 僕はまだ恋を知らない M−2 僕はまだ大人になれない M-3 コールドムーン M-4 何億光年 M-5 恋ってなんなんでしょね? M-6 1422 M-7 僕等は生きていく M-8 トワイライト M-9 今よりもっと M-10 響けプレリュード Enc-1 僕はまだ恋を知らない |                                                                | Gt 金田康平(THEラブ人間) Ba 梅津拓也 Dr 富田貴之(THEラブ人間) A. Gt. & Vo. 大矢梨華子 衣装(ピンクシースルTシャツ + 白紺ボーダータンクトップ +デニム + アシックス スニーカー(赤)） 応援グッズ 大矢梨華子デザイン特製Vメガホン(黄・赤)と特製うちわ |
| 11 | 2020年8月28日  | 1stミニアルバム「一恋一会」オンラインリリースツアー「あらためまして大矢梨華子です！」                                                      | RAD SEVEN (愛知)             | 前半 トーク(ゲスト 高見奈央) 後半 バンドライブ M-1 今よりもっと M-2 トワイライト M-3 僕はまだ大人になれない M-4 僕等は生きていく M-5 1422 M-6 響けプレリュード M-7 恋ってなんなんでしょね? M-8 僕はまだ恋を知らない M-9 コールドムーン M-10 何億光年 Enc-1 響けプレリュード | 高見奈央                                                       | Gt 金田康平(THEラブ人間) Ba 梅津拓也 Dr 富田貴之(THEラブ人間) A. Gt. & Vo. 大矢梨華子 衣装(花柄シャツ + ピンクシースルTシャツ + 白紺ボーダータンクトップ +デニム + アシックス スニーカー(赤)） 応援グッズ 大矢梨華子デザイン特製Vメガホン(青・赤)と特製うちわ |
| 12 | 2020年8月30日  | 1stミニアルバム「一恋一会」オンラインリリースツアー「あらためまして大矢梨華子です！」                                                      | 下北沢近松 (東京)            | 前半 アコースティックライブ M-1 ヘタクソな心 M-2 何億光年 M-3 Continue / 木村カエラ M-4 恋ってなんなんでしょね? M-5 TARIRATTA M-6 ツアーファイナル (初披露) 後半 バンドライブ M-7 響けプレリュード M-8 今よりもっと M-9 僕はまだ恋を知らない M-10 1422 M-11 僕等は生きていく M-12 僕はまだ大人になれない M-13 コールドムーン M-14 トワイライト M-15 何億光年 M-16 恋ってなんなんでしょね? Enc-1 トワイライト Enc-2 響けプレリュード Enc-3 響けプレリュード WEnc-1 僕はまだ恋を知らない |                                                                | Gt 金田康平(THEラブ人間) Ba 梅津拓也 Dr 富田貴之(THEラブ人間) Pf 太田悠華 A. Gt. & Vo. 大矢梨華子 衣装(前半 花柄ワンピース + 緑プリーツスカート 、後半 白T + スパッツ + アシックス スニーカー(赤)） 応援グッズ 大矢梨華子デザイン特製Vメガホン(オレンジ・赤)と特製うちわ |
| 13 | 2020年10月30日 | 大矢梨華子お誕生日ライブ - ありがとう2020 -                                                                                                | 下北線路街 空き地 芝生エリア | M-1 響けプレリュード M-2 今よりもっと M-3 僕はまだ大人になれない M-4 漂流教室 / 銀杏BOYZ M-5 コイワズライ / Aimer M-6 若者のすべて / フジファブリック M-7 コールドムーン M-8 トワイライト M-9 1422 M-10 僕等は生きていく M-11 TARIRATTA M-12 ヘタクソな心 M-13 恋ってなんなんでしょね? M-14 何億光年 M-15 僕はまだ恋を知らない Enc 響けプレリュード | 菊池亮太(アノアタリ) 谷崎航大(THEラブ人間)                     | Gt 西川ノブユキ(アノアタリ) Pf 菊池亮太(アノアタリ) Vn 谷崎航大(THEラブ人間) A. Gt. & Vo. 大矢梨華子 衣装(記念パーカー + ベージュパンツ + 黒ブーツ） 特典(オリジナル クッション、オリジナル エコバッグ、大矢梨華子ポストカード5枚セット、ウェルカムポストカード) 物販新発売(RIKAKO OOYA 24th BIRTHDAY PHOTO BOOK、リコピンスペシャルスープ、ハッピーバースデーセット、大矢梨華子スペシャルランチプレート、記念パーカー、ロンT) フリーマケット(大矢私物・スタッフ私物) わなげ(1等賞 オリジナル大矢梨華子グッズ、2等賞 本人使用衣装+サイン入り色紙 or メッセージ動画、3等賞 大矢梨華子の独り言付き過去グッズ or オフショットチェキ、4等賞 オリジナルキーホルダー or オリジナルボールペン or 過去に撮影された写真ネガ or スタッフとランダムチェキ、スペシャル賞 非公開、参加賞 オリジナル缶バッジとお菓子) |

#### 対外ライブ
| #  | 開催期日       | 公演タイトル                                                                                     | 場所                                     | セットリスト | 備考 |
| -- | -------------- | ------------------------------------------------------------------------------------------------ | ---------------------------------------- | --- | --- |
| 1  | 2020年1月10日  | CHECK ME×ハピコレ!!presents "Check Code Style"vol.2                                              | 六本木・morph-tokyo                      | M-1 響けプレリュード M-2 TARIRATTA M-3 僕はまだ恋を知らない M-4 今よりもっと M-5 トワイライト M-6 僕はまだ大人になれない | Vo. & Gt. 大矢梨華子 Gt. 西川ノブユキ(アノアタリ) Ba.よこやまこうだい (とけた電球) Dr. 齊藤晃久(アノアタリ) 衣装(赤[『O』染めTシャツ＋デニムパンツ+赤ナイキ) |
| 2  | 2020年1月11日  | ダブルクラッチ 1部                                                                               | ヤマハ銀座スタジオ                       | M-1 僕はまだ恋を知らない (大矢梨華子) M-2 コールドムーン (大矢梨華子) M-3 私なりな時間 (佐野舞香) M-4 あの場所へ (佐野舞香) M-5 もっと強く (村田寛奈 (9nine)) M-6 僕たちの物語 (Vo. & Gt. 村田寛奈、Tamb. ＆ Cho. 佐野舞香、Cho. 大矢梨華子) | Vo. & Gt. 大矢梨華子、佐野舞香、村田寛奈 うた3として出演 アコースティックライブ 衣装(私服) |
| 3  | 2020年1月13日  | CODE OF ZERO “MAKE ME REAL” リリースツアー                                                       | 横浜BAYSIS                               | M-1 トワイライト M-2 僕はまだ大人になれない M-3 TARIRATTA M-4 響けプレリュード M-5 僕はまだ恋を知らない M-6 コールドムーン（ソロ弾き語り） | Vo. & Gt. 大矢梨華子 Gt. yu-ya (viviD UNDRES) Ba. 渡辺”kagome”佑輔 (CODE OF ZERO) Dr. ナカツカルイ (CODE OF ZERO) 衣装(赤ビッグT＋デニムパンツ+赤ナイキ) |
| 4  | 2020年1月15日  | Girl’s UP!!! ～新春アコースティックスペシャル～                                                  | Shibuya eggman                           | M-1 コールドムーン M-2 僕はまだ恋を知らない M-3 1422 M-4 僕等は生きていく M-5 恋ってなんなんでしょね? | Vo. & Gt. 大矢梨華子 アコースティックライブ ギター修行1日目 衣装(赤[『O』染めTシャツ＋デニムパンツ+赤ナイキ) |
| 5  | 2020年1月19日  | K2 presents-SHIBUYA-GIRLS EMOTION Vol,29                                                         | 渋谷・RUIDO K2                           | M-1 僕はまだ恋を知らない M-2 コールドムーン M-3 僕等は生きていく M-4 1422 M-5 恋ってなんなんでしょね? | Vo. & Gt. 大矢梨華子 アコースティックライブ ギター修行2日目 衣装(赤[『O』染めTシャツ＋デニムパンツ+赤ナイキ) |
| 6  | 2020年1月21日  | 日乃まそら presents「REAL SKY Vol.9」 supported by Girl’s UP!!!                                  | Shibuya eggman                           | M-1 僕はまだ恋を知らない M-2 1422 M-3 コールドムーン M-4 恋ってなんなんでしょね? M-5 僕等は生きていく | Vo. & Gt. 大矢梨華子 アコースティックライブ ギター修行3日目 衣装(赤[『O』染めTシャツ＋デニムパンツ+赤ナイキ) |
| 7  | 2020年1月26日  | スザンボイール                                                                                   | 新宿レッドクロス                         | M-1 恋ってなんなんでしょね? M-2 1422 M-3 コールドムーン M-4 僕はまだ恋を知らない M-5 僕等は生きていく M-6 トワイライト | Vo. & Gt. 大矢梨華子 アコースティックライブ ギター修行4日目 衣装(赤[『O』染めTシャツ＋デニムパンツ+赤ナイキ) |
| 8  | 2020年2月1日   | Girl’s up!!! vol. 300 DAY1                                                                       | Shibuya eggman                           | M-1 コールドムーン M-2 僕等は生きていく M-3 16 / andymori M-4 トワイライト (アカペラ・アコースティックVer.) M-5 僕はまだ恋を知らない | Vo. & Gt. 大矢梨華子 アコースティックライブ ギター修行5日目 衣装（Big silhouette T-shirts + デニム + 赤ナイキ) |
| 9  | 2020年2月2日   | Girl’s up!!! vol. 300 DAY2                                                                       | Shibuya eggman                           | M-1 僕はまだ恋を知らない M-2 二十九、三十 ／ クリープハイプ M-3 1422 M-4 トワイライト M-5 恋ってなんなんでしょね? | Vo. & Gt. 大矢梨華子 アコースティックライブ ギター修行6日目 衣装(赤[『O』染めTシャツ＋デニムパンツ+赤ナイキ) |
| 10 | 2020年2月7日   | 百花繚乱(ヒャッカリョウラン) 第四章                                                              | 大阪・アメリカ村DROP                     | M-1 僕はまだ恋を知らない M-2 1422 M-3 僕等は生きていく M-4 トワイライト M-5 恋ってなんなんでしょね? | Vo. & Gt. 大矢梨華子 アコースティックライブ ギター修行7日目 衣装（Big silhouette T-shirts ＋ 黒パンツ+赤ナイキ） 会場限定日替わりボイス付きチェキ 大矢全国シリーズ編⑧発売。 |
| 11 | 2020年2月8日   | 路上ライブ (4)                                                                                   | 大阪・南海なんば駅前マナーステーション前 | M-1 僕はまだ恋を知らない M-2 恋ってなんなんでしょね? M-3 僕等は生きていく M-4 トワイライト | Vo. & Gt. 大矢梨華子 アコースティックライブ(マイク無) 私服(大矢梨華子スペシャルシェルパーカー) |
| 12 | 2020年2月8日   | 路上ライブ (5)                                                                                   | 大阪・梅田新歩道橋（阪急阪神連絡デッキ） | M-1 コールドムーン M-2 僕はまだ恋を知らない M-3 恋ってなんなんでしょね? M-4 僕等は生きていく M-5 1422 M-6 トワイライト | Vo. & Gt. 大矢梨華子 アコースティックライブ 私服(大矢梨華子スペシャルシェルパーカー) |
| 13 | 2020年2月11日  | 青山RizM 3rd ANNIVERSARY presents 音渦                                                           | 青山RizM                                 | M-1 コールドムーン M-2 僕はまだ恋を知らない M-3 青空 ／ THE BLUE HEARTS M-4 1422 M-5 僕等は生きていく M-6 トワイライト M-7 恋ってなんなんでしょね? | Vo. & Gt. 大矢梨華子 アコースティックライブ ギター修行8日目 衣装（Big silhouette T-shirts ＋黒パンツ+赤ナイキ） |
| 14 | 2020年2月15日  | ガーデンフェス2020 泉谷しげる全力3日間ライブ DAY2                                                | 下北沢・下北線路街「空き地」             | M-1 僕はまだ恋を知らない M-2 1422 M-3 僕等は生きていく M-4 トワイライト M-5 恋ってなんなんでしょね? | Vo. & Gt. 大矢梨華子 アコースティックライブ ギター修行9日目 私服（MIKAKOロンT(jouetie) + 黒レザーロングスカート + FILA KOREA BARRICADEXT 97） 大矢フリーマーケットにて、エレキギターとアディダスベンチコートを販売 バレンタインチョコ手渡し会                                             |
| 15 | 2020年2月21日  | 路上ライブ (6)                                                                                   | 東京・バスタ新宿前                       | M-1 二十九、三十 ／ クリープハイプ M-2 トワイライト M-3 僕はまだ恋を知らない M-4 1422 M-5 僕等は生きていく M-6 恋ってなんなんでしょね? | Vo. & Gt. 大矢梨華子 アコースティックライブ 私服 |
| 16 | 2020年2月24日  | 「ホントノミリョク」                                                                             | 渋谷REX                                  | M-1 僕はまだ恋を知らない M-2 1422 M-3 僕等は生きていく M-4 トワイライト M-5 恋ってなんなんでしょね? | Vo. & Gt. 大矢梨華子 アコースティックライブ ギター修行10日目 衣装（Big silhouette T-shirts + デニム） B2サイズポスター Vol.2発売 |
| 17 | 2020年2月25日  | 「スザンボイールSP～３マンボイル!!～」                                                           | 新宿レッドクロス                         | M1 コールドムーン M-2 僕はまだ恋を知らない M-3 恋ってなんなんでしょね? M-4 1422 M-5 僕等は生きていく M-6 トワイライト | Vo. & Gt. 大矢梨華子 アコースティックライブ ギター修行11日目 私服（MIKAKOロンT(jouetie) + 黒パンツ + 赤Convers） ポストカード vol.8、vol,9発売開始 |
| *  | 2020年2月26日  | 南端まいな Monthly LIVE〜energy〜 (2マン)                                                        | Shibuya eggman                           | コロナウイルス感染拡大防止の為、公演中止。 | |
| 18 | 2020年2月28日  | 近距離劇場 Vol.12                                                                                | 赤坂CLUB TENJIKU                         | M-1 僕はまだ恋を知らない M-2 コールドムーン M-3 僕等は生きていく M-4 1422 M-5 恋ってなんなんでしょね? | Vo. & Gt. 大矢梨華子 アコースティックライブ ギター修行12日目 衣装（Big silhouette T-shirts + デニム + 赤Convers） コロナウイルス感染拡大防止の為、サイン会は中止。チラシ配り。 |
| 19 | 2020年3月1日   | Instagramライブ                                                                                  | 浅草九スタ2階(非公開)                    | M-1 16 / andymori M-2 恋ってなんなんでしょね? M-3 僕はまだ恋を知らない M-4 僕等は生きていく M-5 1422 M-6 トワイライト | Vo. & Gt. 大矢梨華子 アコースティックライブ 私服 コロナウイルス感染拡大防止によるイベント中止が増えた為、Instagramにて西川ノブユキ(アノアタリ)と新曲制作とライブの生配信が実施された。 |
| 20 | 2020年3月3日   | K2 PRESENTS-SHIBUYA-SINGER COLLECTION VOL,18                                                     | 渋谷・RUIDO K2                           | M-1 僕等は生きていく M-2 コールドムーン M-3 トワイライト M-4 恋ってなんなんでしょね? M-5 僕はまだ恋を知らない | Vo. & Gt. 大矢梨華子 アコースティックライブ ギター修行13日目 衣装(赤ビッグT＋デニムパンツ+赤Convers) コロナウイルス感染拡大防止の為、サイン会は中止。チラシ配り。 |
| *  | 2020年3月8日   | WONDER WORLD vol.37                                                                              | 心斎橋周辺5会場サーキットフェス          | コロナウイルス感染拡大防止の為、公演中止。 | |
| 21 | 2020年3月9日   | CLUB CRAWL pre.「CRAWRhythm vol.131」＆Diamond Lilyツアー『BEGINNIN』                            | Shibuya CLUB CRAWL                       | M-1 コールドムーン M-2 僕等は生きていく M-3 1422 M-4 僕はまだ恋を知らない M-5 恋ってなんなんでしょね? | Vo. & Gt. 大矢梨華子 アコースティックライブ ギター修行14日目 衣装（Big silhouette T-shirts + デニム + 赤Convers） コロナウイルス感染拡大防止の為、サイン会は中止。チラシ配り。 |
| *  | 2020年3月11日  | Girl's UP!!! アコースティックスリーマンスペシャル -shibuya eggman 39th. Anniversary-             | Shibuya eggman                           | コロナウイルス感染拡大防止の為、公演中止。 | |
| *  | 2020年3月17日  | Girl’s UP!!! vol.304 ～アコースティックナイト～                                                  | Shibuya eggman                           | コロナウイルス感染拡大防止の為、公演中止。 | |
| 22 | 2020年3月19日  | モクベン うた3 スペシャルライブ                                                                  | 浅草九スタ                               | M-1 僕はまだ恋を知らない M-2 コールドムーン M-3 僕等は生きていく M-4 恋ってなんなんでしょね? M-5 青いベンチ ／ サスケ (Vo. 大矢梨華子・村田寛奈、Gt. 村田寛奈) Enc-1 1422 Enc-2 青いベンチ ／ サスケ (Vo. 大矢梨華子・村田寛奈、Gt. 村田寛奈) | Vo. & Gt. 大矢梨華子 (M-5、Enc-2以外) アコースティックライブ 衣装（MIKAKOロンT(jouetie) + 黒レザーロングスカート) コロナウイルス感染拡大防止の為、無観客生配信。後日、配信後に再度収録された大矢・村田による「青いベンチ」カヴァーの別撮りバージョンがYoutube・モクベンチャンネルで公開。 |
| 23 | 2020年3月21日  | 「トクヒサ、初めての企画ライブ〜まずは昼ヒサであります〜」                                       | 新宿レッドクロス                         | M-1 恋ってなんなんでしょね? M-2 1422 M-3 僕等は生きていく M-4 コールドムーン M-5 僕はまだ恋を知らない | Vo. & Gt. 大矢梨華子 アコースティックライブ ギター修行15日目(最終日) 衣装(Sweatshirt Black(グッズ)+ハートデニムパンツ+赤コンバース) コロナウイルス感染拡大防止の為、サイン会は中止。チラシ配り。                                                                                          |
| *  | 2020年3月22日  | Dreamy Melts presents リリースパーティー「DREAMER」                                              | 西永福JAM                                | コロナウイルス感染拡大防止の為、公演延期。 | |
| *  | 2020年5月16日  | 武蔵野音楽祭 蓮の音カーニバル2020                                                                | 吉祥寺                                   | コロナウイルス感染拡大防止の為、公演延期。 | |
| *  | 2020年5月29日  | 原宿RENON presents 音渦-otouzu-                                                                  | 原宿RENON                                | コロナウイルス感染拡大防止の為、公演中止。 | |
| 24 | 2020年6月20日  | モクベンうた3 1周年記念 初ワンマンライブ                                                         | 浅草九劇オンライン                       | M-5 コールドムーン M-6 僕等は生きていく M-7 僕はまだ恋を知らない (うた3) M-8 あの場所へ (うた3) M-9 僕たちの物語 (うた3) M-10 きみにうたう唄 (うた3、村カワ基成) Enc-1 別に、友達とかじゃない (うた3) | Vo. & Gt. うた3(大矢梨華子、佐野舞香、村田寛奈) Cho. 村カワ基成 アコースティックライブ 衣装(私服) |
| 25 | 2020年6月23日  | シモキタエール トークイベント DAY2                                                               | 下北線路街 空き地 野外ステージ           | M-1 響けプレリュード M-2 僕はまだ恋を知らない M-3 コールドムーン M-4 恋ってなんなんでしょね? | Vo. & Gt. 大矢梨華子 Gt. yu-ya (viviD UNDRESS) アコースティックライブ 衣装(私服) |
| 26 | 2020年6月26日  | live my room Q Vol.17                                                                            | Periscope                                | M-1 僕はまだ恋を知らない / 大矢梨華子 M-2 Dreamer / ベイビーレイズJAPAN | Vo. 大矢梨華子 Vo. & Pf. 森彩乃 (クアイフ) Ba. 内田旭彦 (クアイフ) アコースティックライブ 衣装(私服) |
| 27 | 2020年7月23日  | Girl's UP!!! vol.303 - アコースティックナイト - 第一部                                           | Shibuya eggman                           | M-1 恋ってなんなんでしょね? M-2 1422 M-3 コールドムーン M-4 何億光年 M-5 僕はまだ恋を知らない | Ba 渡辺”kagome”佑輔 Perc ナカツカルイ Vo & A. Gt 大矢梨華子 アコースティックライブ 衣装（Big silhouette T-shirts + 白チノパン） |
| 28 | 2020年7月23日  | Girl's UP!!! vol.303 - アコースティックナイト - 第二部                                           | Shibuya eggman                           | M-1 僕はまだ恋を知らない M-2 恋ってなんなんでしょね? M-3 僕等は生きていく M-4 コールドムーン M-5 何億光年 | Ba 渡辺”kagome”佑輔 Perc ナカツカルイ Vo & A. Gt 大矢梨華子 アコースティックライブ 衣装（Big silhouette T-shirts + 白チノパン） |
| 29 | 2020年9月11日  | Beat Happening！FRIDAY POP PANIC！                                                               | CHELSEA HOTEL                            | M-1 僕はまだ恋を知らない M-2 恋ってなんなんでしょね? M-3 1422 M-4 僕等は生きていく M-5 コールドムーン M-6 何億光年 | A. Gt 西川ノブユキ (アノアタリ) Perc 齊藤晃久 (アノアタリ) A. Gt & Vo 大矢梨華子 アコースティックライブ 衣装（グレーT + デニム + 黒ブーツ） |
| 30 | 2020年9月29日  | Girl's UP!!! vol.306 - アコースティックナイト -                                                  | Shibuya eggman                           | M-1 響けプレリュード M-2 コールドムーン M-3 僕等は生きていく M-4 1422 M-5 何億光年 M-6 恋ってなんなんでしょね？ M-7 僕はまだ恋を知らない Enc 今よりもっと | Gt 西川ノブユキ(アノアタリ) A. Gt & Vo 大矢梨華子 アコースティックライブ |
| 31 | 2020年10月7日  | ヒロシとユカリのバンド推します〜番外編〜 大矢梨華子 × 菊池亮太（アノアタリ) オンライン生ライブ!! | CLUB CRAWL                               | 前半 M-1 今宵の月のように / エレファントカシマシ M-2 マリーゴールド / あいみょん M-3 まちがいさがし / 菅田将暉 M-4 ハッピーエンド / back number 菊池さんソロタイム M-5 きらきら星 (ハロウィン風) M-6 ザナルカンドにて (short ver.) / ファイナルファンタジーX（植松伸夫） M-7 ボヘミアン・ラプソディ / Queen M-8 コメント欄リクエストメドレー 後半 M-9 Rain / 大江千里 M-10 漂流教室 / 銀杏BOYZ M-11 One more time, One more chance / 山崎まさよし M-12 若者のすべて / フジファブリック | Pf 菊池亮太（アノアタリ) Vo 大矢梨華子 アコースティックライブ 当日RECした音源『響けプレリュード (大矢梨華子 ｘ 菊池亮太 ver)』、当日撮影した動画『響けプレリュード (大矢梨華子 ｘ 菊池亮太 ver)』、大矢梨華子 ｘ 菊池亮太 集合写真 (サイン・コメント入り) 発売。                          |
| *  | 2020年10月17日 | Aomori Rock'n'Circus 2020 DAY1                                                                   | 八戸ROXX                                 | コロナウイルス感染拡大防止の為、公演中止。 | |

## イベント
- ☆SUPER KIDS CARNIVAL☆ 第2回 ランドセルは玉手箱 kuraray PRESENTS NEWスクバファッションショー（2009年12月13日、丸ビルホール） - 朝日奈央・清水富美加・宗田淑・若林芹奈らと出演[58]。
- ラブベリー読者開放日（2009年 - 2012年(不定期)、徳間書店本社）- ラブベリーナ代表として出演。
- ラブベリー sweet バレンタイン in ODAIBA presented by 明治ミルクチョコレート（2010年2月11日、フジテレビ本社25F「はちたま」）- 荒井萌・坂田梨香子・清水富美加・森乃美紅らと出演[59]。
- ラブベリー JCテッパン祭り（2010年5月8日、フジテレビ1Fシアターモール内「マルチシアター」） - 仲村彩純・荒井萌・坂田梨香子・朝日奈央・清水富美加・森乃美紅らと出演。
- 『LB Asahi★Designs』水着発売記念イベント（2010年6月27日、イトーヨーカドーアリオ西新井店1階イベント広場） - 朝日奈央・仲村彩純と出演。
- ラブベリーサマーパーティー2010（2010年7月31日、ラフォーレミュージアム六本木）- ラブベリーナ30人総出演。
- LB学園HR in ロッテリア（2010年9月25日、ロッテリア原宿竹下通り店）- 清水富美加と出演。
- 『LB RIKO★Designs』水着発売記念イベント（2011年6月18日、アリオ北砂店 1階イベント広場） - 石田佳蓮・松本彩花と出演[60]。
- アイドリング!!! 11th LIVE「めっちゃ近いぞ！ビッグエッグング!!!（2011年12月4日、TOKYO DOME CITY HALL）- アイドリング!!!5期生最終候補生として出演[61]。
- LPGイベント〜恒例の会にしたいなぁ〜Vol.6　"八分咲きかよ!?春のカラオケ大会"（2012年3月25日、渋谷シダックスホール） - レプロネクストスターとして高見奈央とゲスト出演[62]。
- LPGイベントVol.1（2014年1月25日、ヒューリックホール） - 内田理央・大川藍・小野恵令奈・菊地亜美・清水富美加・下垣真香・高見奈央と出演。
- MOSHI MOSHI NIPPON FESTIVAL 2018 in SHIBUYA「人気モデルに学ぶ！フォトジェニックレッスン」（2018年3月24日、ラフォーレ原宿）
- 浅草女子飲み46発足イベント（2018年4月11日, 浅草九劇） - 高田秋・碓井玲菜と出演。
- 第1回 浅草女子飲み46イベント（2018年6月18日, 浅草九劇） - 高田秋・碓井玲菜・高井明日香(CAMPUS ROOM)と出演。
- ベイビーレイズJAPAN ナイト（2018年9月21日, 下北沢LIVEHOLIC） - トークショーに高見奈央・吉田尚記と出演。ゲストはザ・チャレンジのドラゴンチャレンジ・沢田チャレンジ。
- Super! C CHANNEL 2018（2018年10月7日, 東京国際フォーラム） - コマーススタジオブースから生配信。
- Best Beautyful Booking Vol.2（2018年11月23日, 新宿RENY） - “エモロック友達枠”としてバックバンドを従えて初のソロシンガー形態での出演。ライブ後、ロビー対談に総合P大竹氏と出演。
- #シブフェスナップ 大矢梨華子トークショー（2018年12月12日, FUJIFILM WONDER PHOTO SHOP） - SHIBUYA FASHION FESTIVAL.14の一環として2018年12月11-16日に開催されたSHIBUYA SNAPSという写真展にカメラマン兼モデルとして参加。それを記念してトークショーが行われた。
- 浅草女子飲み46 未成年限定クリスマス会（2018年12月24日, 浅草九スタ）- 高田秋・碓井玲菜と出演。
- 浅草女子飲みクリスマスパーティ＆大忘年会（2018年12月24日,浅草ビューホテル） - 高田秋・碓井玲菜と出演[63]。
- ZINE(冊子＜1 st demo CD「響けプレリュード」付き＞ 発売記念イベント（2019年5月3日,SHIBUYA TSUTAYA 7F / WIRED TOKYO 1999） - ゲストにmiyamotomanami・碓井玲菜・yu-ya (viviD UNDRESS)。 クロストークショー、アコースティックミニライブ、サイン会。[64]
- @JAM EXPO2019（2019年8月24日, 横浜アリーナ・トークステージ）- ラジオ日本の大矢・高見のしゃべりスタ!の公開録音スペシャル『体重計に乗れるアイドル出てこいや！』に高見奈央とMCとして出演。
- 大矢梨華子×SHIBUYA TSUTAYA 2ndZINE発売決定！記念イベント（2019年9月17日, 浅草九スタ） - ゲストにまえたさほ。 クロストークショー、アコースティックミニライブ、サイン会。
- 大矢梨華子×SHIBUYA TSUTAYA 2ndZINE発売記念サイン会（2019年9月21日, SHIBUYA TSUTAYA 6F特設スペース）[65]
- UNIDOL 2019 Fresh magenta/skyblue（2019年10月8日、10月9日, 新宿ReNY）- MCとして高見奈央と出演[66]。
- Ooyarikako Happy Happy Birthday Party『浅草九劇のみんなが0時ぴったりにクラッカーを鳴らしたらどうなるんだろう？〜大矢梨華子23歳へのカウントダウンイベント〜』（2019年10月29日, 浅草九劇・浅草キュウスタ・目から鱗 浅草店）- 主賓として出演。会場限定日替わりボイス付きチェキ Ooyarikako Happy Happy Birthday Party編①、Rubber Coin case Red/Black、Sweatshirt Black XL発売。
- 肉フェスガッツリほおバルフェスinたの2019（2019年11月23日、高知県田野町ふれあい広場）- ユージ・高見奈央とともにゲストとして出演。ユージ田野食堂ブースで土佐あかうしを使用したローストビーフ」の手売り。メインステージにて、"もちなげ"、"大矢梨華子アコースティックライブ"[67]。
- 「リョーマの休日～自然&体験キャンペーン～」（2019年11月24日、高知県 自然・体験型観光キャンペーン実行委員会主催）高見奈央と高知県のパワーチャージスポットでインスタフォトコンテストに挑戦。[68]
- 「原宿FUJIFILMからはじめまして大矢梨華子です！」写真展（2019年12月20日-28日、東京都・原宿 FUJIFILM WONDER PHOTO SHOP 2F）[29][注 9]。
- モクベンオールスター忘年会2019～バラ×ドラ×うた 大集合SP（2019年12月26日、富士フイルム西麻布ホール）モクベンのオールキャストによる忘年会イベントに出演。
- ファンクラブ設立記念！オンラインサイン会〜梨華子の部屋〜（2020年5月10日、Zoom）Zoomアプリを利用した初のオンラインサイン会[69]。
- 大矢梨華子ミュージックショー『一恋一会ラジオ』公開収録（2020年6月9日、7月7日、8月4日、10月4日、ツイキャス）
- 家にいルンです ～写ルンです生誕記念写真展～（2020年7月1日-12日、東京都・原宿 FUJIFILM WONDER PHOTO SHOP 2F）[70] - ゲストクリエイターとして参加。
- 居酒屋りかこ（2020年7月11日、8月8日、ZOOM） - 一恋一会ラジオと連動したオンライン飲み会とサイン会。
- 大矢梨華子 1st mini album 発売記念写真展　「一恋一会（いちごいちえ）」（2020年7月31日-8月6日、東京都・原宿 FUJIFILM WONDER PHOTO SHOP 2F） - カメラマン山本春花によって撮影された「一恋一会」にまつわる作品が展示。
- 大矢梨華子 1stミニアルバム「一恋一会」 オンラインリリースツアー 「あらためまして大矢梨華子です！」 オンライン決起集会 配信アウトストアライブ （2020年8月22日、Vimeo） - 配信ライブエントリー申込者限定で生配信。
- 大矢梨華子  1stミニアルバム「一恋一会」オンラインリリースツアー「あらためまして大矢梨華子です！」』 大矢梨華子ライブツアー打ち上げ（2020年9月5日、Zoom）  - ライブツアー参加者限定で生配信。
- @JAM EXPO 2020-2021 DAY1（2021年8月27日、 横浜アリーナ） - 前説(メロンステージ)と、大矢・高見のしゃべりスタ！@JAM特別編(トークチャンネル)に高見奈央と出演。
- 大矢梨華子1on1お話し会 居酒屋りかこ（2021年10月20日、30日、ZOOM） - レプロエンタテインメント契約満了前最後のファンクラブ限定オンライン飲み会。
- WONDER PHOTO SHOP リニューアルオープン記念展 「WONDER X PHOTOGRAPHERS vol.2」（2021年10月20日-31日、東京都・表参道 FUJIFILM WONDER PHOTO SHOP）[71] - 参加フォトグラファー山本春花の作品にモデルとして参加。
- 浅草女子飲み46 presents アイドルライブ！（仮）（2022年5月28日、浅草九劇） - 碓井玲菜とともにMCとして出演[72]。
- 浅草女子飲み46 リターンズ（2022年5月28日、浅草九劇） - FRESH LIVEで生配信されていた番組『浅草女子飲み46』の復刻版トークイベント。

## 雑誌
- ラブベリー （2009年4月号,6月号 - 2012年3月号、徳間書店）専属モデル
- 週刊ファミ通 （2016年10月6日号、エンターブレイン） - スマッシュガールズ（巻末グラビア）
- ラジオ番組表 （2016年秋号、三才ブックス） - 表紙、特集「第9回 読者が選ぶ 好きなDJランキング」
- MIKIO SAKABE×∀iDOL stylebook （2017年4月15日、ストリート編集室） - 限定表紙版No.031 大矢梨華子（ベイビーレイズJAPAN）と通常版の2種。
- MIKIO SAKABE×∀iDOL stylebook2 （2018年7月7日、ストリート編集室） - 単独表紙版 大矢梨華子（ベイビーレイズJAPAN）と通常版の2種。
- ラジオマニア2018 （2018年8月29日、三才ブックス） - 巻頭カラー、話題のラジオを掘り下げろ！「ラジオ番組解剖図鑑」。
- コロコロアニキ 2019冬号 2019年01月号 コロコロコミック 増刊 （2018年12月15日、小学館） - ゲームセンターあらし復活記念企画コーナー。
- bis 2019年3月号（2019年2月1日、光文社）- 「溺愛アクセサリーを探して」にて愛用のリングを紹介。
- 必聴ラジオ100 (2020年1月20日、 三才ブックス) - パーソナリティを務めるラジオ番組・大矢・高見のしゃべりスタ!が「オススメしたい全国のラジオ番組」の1つに選出され、インタビューが掲載[73]。

## 出演

### ドラマ
- Answer〜警視庁検証捜査官 第6話（2012年5月23日、テレビ朝日）高樹礼子（少女期） 役

### テレビ

#### レギュラー出演
- テストの花道（2012年、NHK）
- 大矢梨華子&高見奈央の2人で乗り込み隊!乗っ取り隊!（2013年5月16日 - 2014年6月16日、アイドル専門チャンネルPigoo） - レギュラー。
- アイドルNO編集ぶらり旅 そのまんま流（2016年12月17日 - 2017年9月30日、Kawaiian for ひかりTV・Kawaiian for ひかりTV4K） - レギュラー。全40話。
- メイプル超音楽（2020年4月11日 - 、CBCテレビ）-  コーナー「大矢梨華子の東海３県弾き語り旅」に出演[74]。

#### その他
- ねぎスポ （2012年10月28日、TVK）
- 祝☆Kawaiian forひかりTV 4K チャンネル開局記念特番！ 〜4K効果で見えすぎちゃってるけど、もっと私たちを見てくださいっSP （2016年12月1日、Kawaiian for ひかりTV・Kawaiian for ひかりTV4K)
- 悩める前職：アイドルちゃん～アイドルやめて何するの？～（2018年12月27日、テレビ朝日）
- クーリングオフ型ネタ見せ番組 金返せショー（2019年2月2日、フジテレビ）- 審査員役。
- メッセンジャーの○○は大丈夫なのか?（2019年2月28日、毎日放送）- アシスタント役で出演[75]。
- しくじり先生 俺みたいになるな!!（2019年4月15日、テレビ朝日）-  セーラー服衣装で生徒役として出演[76]。
- メイプル超音楽（2019年6月28日・7月5日、CBCテレビ）-  親友枠として高見奈央の代打出演[77]。
- 青春高校3年C組（「1月7日(火)  デビューへの道！軽音部編」2020年1月7日、テレビ東京）-  「チカマツからはじめまして大矢梨華子です! Vol.5 U23」に「地球の音」が出演した時の様子が放映[78]。
- HOT WAVE(テレビ埼玉）
  - （2020年8月16日） - コメントVTR出演。
  - （2020年10月4日） - ゲスト出演。

### ラジオ

#### レギュラー出演
- 大矢・高見のしゃべりスタ!（2013年4月3日 - 2022年3月30日、アール・エフ・ラジオ日本） - レギュラー。
- 大矢梨華子のワタシがッ！(2015年7月2日 - 2016年9月10日、e-radio) - 「charge!」番組内のコーナーとして毎月第1木曜にオンエア。2016年4月から「いま、コレッ!」内に移動し、毎月第2土曜にオンエア。「リコピンのファッションGOOD」・「リコピンのショッピンGOOD」・「リコピンのロックンロールcharge!」というコーナーがあった。
- 大矢梨華子のプラベパーク！！（2019年12月13日 - 2020年1月31日、JFN PARK）- Season1 全8回。レギュラー出演[27]。
- 大矢梨華子ミュージックショー『一恋一会ラジオ』（2020年6月19日- 、大矢梨華子Youtubeチャンネル）

#### その他
- GOGOMONZ （2014年7月1日  、FM NACK5） - アシスタントMC。
- G-MUSIC 〜Back To The 50year's Music History〜 （2016年10月16日  、FM NACK5） - NACK5 special番組。アシスタントMC。
- ミュ〜コミ+プラス（2017年4月6日 - 2017年4月27日 、ニッポン放送） - 4月マンスリーアシスタント（毎週水曜）。
- GOOD JOG（2018年3月19日 、広島エフエム放送） - ゲスト。高見奈央と出演。
- MUSIC BREAK（2018年8月27日 、エフエム滋賀） - ゲスト。
- ＃とらメロ 荻野可鈴のお金が全て?（2018年9月18日 、ラジオNIKKEI） - ゲスト。高見奈央・渡邊璃生と出演。
- TALK ABOUT（2018年9月22日 、TBSラジオ） - ゲスト。傳谷英里香・渡邊璃生と出演。
- ラジオiNEWS（2019年1月22日 、1月29日、ラジオNIKKEI） - ゲスト。
- 60TRY部（2019年5月8日 、6月12日、2020年3月25日、8月5日、アール・エフ・ラジオ日本） - ゲスト。
- SUPER☆GiRLS阿部夢梨のナイスゆめり!（2019年5月21日[注 10]、2020年8月18日、2021年8月10日、アール・エフ・ラジオ日本） - ゲスト。
- R-エンタメ倶楽部（2019年6月21日 、レインボータウンFM） - ゲスト。公開生放送。
- Harmonic Groove!!（2019年6月25日(Podcast)[79] 、29日[80] 、アール・エフ・ラジオ日本） - 5週目スペシャルパーソナリティ。
- Richymanの学生街のエンタメ倶楽部（2019年7月22日 、 八王子エフエム） - ゲスト。
- 元バニラビーンズ レナの アイドルを止めるな！（2019年8月20日 Vol.15[81]、9月3日 Vol.16[82]、JFN PARK） - ゲスト出演。
- 大家志津香のウィズモ！（2019年9月13日、TOKYO FM） - ゲスト。
- 若狭敬一のスポ音（2019年11月9日、CBCラジオ）- ゲスト。山内彩加のハッピーエンターテインメントのコーナーに出演。
- …Love Music（2020年1月6日、東北放送） - ゲストコメント。
- 大家志津香のしーちゃんねる！（2020年6月26日、TOKYO FM） - ゲスト。
- なな→きゅう（2020年7月28日、文化放送） - ゲスト。
- HITS! THE TOWN（2020年8月1日、FM NACK5） - ゲスト。
- Nutty Radio Show THE魂（2020年8月6日、FM NACK5） - ゲスト。
- CATCH OF SUMMER（2020年8月7日、FMヨコハマ） - ゲスト。生演奏ライブ2曲披露。
- Happy Voice! from YOKOHAMA（2020年9月4日、アール・エフ・ラジオ日本） - ゲスト出演。
- 岡副麻希のほくほくみゅ～じっく（2020年9月27日、文化放送） - ゲスト出演。
- 「第52回ラジオ日本交通安全キャンペーン」特別番組（2020年9月28日、アール・エフ・ラジオ日本） - 令和2年秋の交通安全運動・神奈川県警山手警察署一日署長として高見奈央と出演[83][注 11]。

### 舞台・ミュージカル
- ローファーズハイ!! （2018年8月16日、浅草九劇） - アフタートークに生配信番組・浅草女子飲み46から高田秋・碓井玲菜とゲスト出演[84]。

### ネットテレビ
- ライブミーのもしもシリーズ 第1弾・ベイビーレイズJAPAN大矢梨華子のデート企画（2017年2月3日、Live.me）
- ライブミーのもしもシリーズ 第2弾・もしも大矢梨華子があなたの部下だったら（2017年4月14日、Live.me）
- ライブミーのもしもシリーズ 第3弾・勉強できない僕は家庭教師の大矢梨華子に叱られる（2017年6月30日、Live.me）
- ライブミーのもしもシリーズ 第4弾・僕は大矢梨華子と寺本莉緒に告白されて困っています（2017年8月26日、Live.me）
- ライブミーのもしもシリーズ 第5弾・僕の家に友達の吉井香奈恵と大矢梨華子を呼んだら、どちらかと付き合うことになっちゃった（2017年9月5日、Live.me）
- ライブミーのもしもシリーズ 第6弾・大矢梨華子を照れさせろ!!!（2017年10月31日、Live.me）
- 浅草おび九LIVE!! 木曜日「浅草女子飲み46」（2018年4月12日 - 12月20日、FRESH!）- メインパーソナリティ。 浅草九スタから浅草九スタチャンネルにて公開生放送。
- The NIGHT（2018年9月5日、AbemaTV）- ゲスト。高見奈央と出演。
- メルシーチャンネル（2018年9月12日）- スペシャルゲスト出演。
- C CHANNEL（2018年10月7日・30日）
- LiveShop!
  - SELECT with... #1「友達と差をつける！シンプル大人コーデ」（2018年10月20日）
  - SELECT with... #2「お誕生日会主役コーデ♡」（2018年10月28日）
  - KOKOdake.＋ #1「ディズニー クリスマスデート」（2018年11月18日）
  - KOKOdake.＋ #2「女友達と行くイルミネーションコーデ」（2018年11月26日）
  - KOKOdake+. #3 「ハンドメイドアクセサリーSofiaとコラボ」(2018年12月15日）
  - KOKOdake+. #4 「オリジナルアクセサリーに合うコーデ」(2018年12月21日）
  - KOKOdake+. #5 「セレクトコーデを紹介」（2019年1月26日）
  - Be The Buyer. #1 「こだわりのオリジナルハットを紹介！」（2019年4月19日）
  - Be The Buyer. #2 「こだわりの完全オリジナルバッグを紹介！」（2019年7月26日）
- モクベン（2019年1月10日 - 、YouTubeチャンネル）- メインパーソナリティ。 浅草九スタから公開生放送。
- OTODAMA青春TV24（2019年8月7日、SHOWROOM） - ゲスト出演。
- CODE OF ZEROチャンネル（2019年11月30日[85]、12月1日[86]） - 【ライブおわり生配信シリーズ】MMRリリースツアーシリーズ。
- 元ベイビーレイズJAPAN高見奈央＆大矢梨華子のインスタ女子旅（2019年12月25日[87]・2020年1月10日[88]、リョーマの休日 放送局）- 高見奈央と出演。
- リアクション ザ ブッタ チャンネル（2020年1月20日[89]） - コメント出演など。
- クレイ勇輝 Instagram LIVE（2020年7月1日、EX.キマグレン クレイ勇輝 Yuki Kurei 公式インスタグラム） - トークライブにゲスト出演。
- ヒロシとユカリのバンド推しますvol.18（2020年7月29日、渋谷CLUB CRAWL YouTubeチャンネル） - トークライブにゲスト出演[90]。
- 大矢梨華子15(いちご)チャン生中継（2020年8月2日、YouTubeチャンネルほか[注 12]） - 15個の配信チャンネルで7時間半に渡って生放送出演[91][50]。
- くるみらTV（2020年9月18日、YouTubeチャンネル） - 新人アシスタント役として出演。
- Music Producers Academy with 銀座九劇アカデミア Song Writer Academy～ヒットプロデューサーによるDAW作曲ワークショップ～ヴォーカル楽曲編 #2（2020年10月1日、Zoom, Vimeo） - 特別受講生として出演[92]。

### WEB連載
- ベイビーレイズJAPAN 大矢梨華子 #fashionsnap（2018年2月 - 2019年1月、MOSHI MOSHI NIPPON）

| タイトル     | 掲載日         | テーマ               | コラボレーションブランド                                                                 |
| ------------ | -------------- | -------------------- | ---------------------------------------------------------------------------------------- |
| Feb. 2018    | 2018年2月22日  |                      | (me)                                                                                     |
| Mar. 2018    | 2018年3月22日  |                      | ナディア フローレス エン エル コラソン                                                   |
| Aril. 2018   | 2018年4月26日  | カラフルミックス     | Bershka、Forever21                                                                       |
| May. 2018    | 2018年5月24日  | 90’s                 | jouetie、Aymmy in the batty girls                                                        |
| June. 2018   | 2018年6月21日  | クリア素材           | スピンズ、one spo、KOL ME BABY、Honey Salon by foppish、Aymmy in the batty girls         |
| July. 2018   | 2018年7月26日  | スポーツMIX          | KOL ME BABY、スピンズ、one spo                                                           |
| August. 2018 | 2018年8月23日  | ヴィンテージスタイル | Aymmy in the batty girls、MARTE、フィント、アン アナザー アンジェラス                    |
| Sep. 2018    | 2018年9月27日  | ネオパンクMIX        | LTN Showroom（KAWI JAMELE）、Aymmy in the batty girls                                    |
| Oct. 2018    | 2018年10月25日 | アウトドアMIX        | 原宿シカゴ 神宮前店、Candy Stripper、Aymmy in the batty girls、フィント ラフォーレ原宿店 |
| Nov. 2018    | 2018年11月22日 | トラッドスタイル     | 原宿シカゴ 神宮前店、Aymmy in the batty girls、フィント ラフォーレ原宿店                 |
| Dec. 2018    | 2018年12月27日 | パーティスタイル     | MARTE、Aymmy in the batty girls、Candy Stripper、T&P 渋谷109店                           |
| Jan. 2019    | 2019年1月24日  | 「Rainbow」コーデ    | Aymmy in the batty girls、VOLCAN&APHRODITE 渋谷109店、T&P 渋谷109店、Candy Stripper      |

- 大矢梨華子 (nomooo(ノモー))にて不定期に連載（2019年1月25日-）

| テーマ | 掲載日         | 取材先                           |
| --- | -------------- | -------------------------------- |
| プロにクラフトビールの選び方のポイントを聞いてきた                                                               | 2019年1月25日  | Y.Y.G. Brewery&Beer Kitchen      |
| 寒い時期にオススメのクラフトビールを聞いてきた                                                                   | 2019年3月21日  | びあマ神田店                     |
| グロウラーについて学んできた                                                                                     | 2019年4月30日  | TAP&GROWLER                      |
| 三度注ぎを学んできた。                                                                                           | 2019年5月30日  | キリンビール横浜工場             |
| 同じビールなのに味が違う！？大矢梨華子が「サッポロ生ビール黒ラベル THE BAR」でプロのビールの注ぎ方を体験してきた | 2019年7月29日  | サッポロ生ビール黒ラベル THE BAR |
| 初心者にもできるペアリング！大矢梨華子が恵比寿でビール×カレーの昼呑みしてきた                                    | 2019年10月3日  | 101 TOKYO                        |
| 大人の遊び場「EXBAR TOKYO(エクスバー)」で大矢梨華子がクラフトビールのドリンクバーを体験してきた                  | 2020年01月20日 | EXBAR TOKYO (東京・銀座)         |

### WEB
- 日刊SPA! (2018年11月1日[96]) - コーナー「酒好きモグラ女子・高田秋」に碓井玲菜とともにゲスト出演。
- DROP tokyo （2019年7月29日） - FRESH SNAPSにモデルとして出演[97]。
- ミーティア （2020年4月8日） - テーマに沿った音楽を紹介する「MIXTAPE」企画に「大矢梨華子「芽吹く音楽。」というタイトルで出演[98]。
- 乙女グラフィー#82(2021年1月30日) - 1stミニアルバム『一恋一会』オフショット写真集が、山本春花カメラマンのポートレートシリーズの1つとして公開[99]。